# Spezialprofilierte Klasse
Eine Spezialprofilierte Klasse (SPK) war eine Sonderform der Berufsausbildung mit Abitur innerhalb regulärer Berufsschulen der DDR, in die zusätzlich eine Flugausbildung eingeschlossen war. Solche Sonderklassen gab es von 1986 bis 1990. Die gesamte Ausbildung diente als Vorbereitung des anschließenden Studiums an der Offiziershochschule der Luftstreitkräfte/Luftverteidigung für Militärflieger Otto Lilienthal.
Zulassungsvoraussetzung war unter anderem eine einwöchige medizinische Untersuchung, mit der die Tauglichkeit für den Beruf des Piloten nachzuweisen war. Diese Untersuchung fand im Institut für Luftfahrtmedizin (IfLM) in Königsbrück statt. Weiterhin war eine vorangegangene Segelflugausbildung bei der Gesellschaft für Sport und Technik auf ein- und zweisitzigen Segelflugzeugen in der Regel auf der SZD-9 Bocian oder/und dem SZD-50 Puchacz und dem  SZD-30 Pirat üblich, aber nicht zwingende Voraussetzung. Diese Vorbereitung wurde ab dem Alter von 13 oder 14 Jahren durchgeführt.  
In den Spezialprofilierten Klassen wurden innerhalb von drei Jahren folgende Ausbildungen absolviert:
1. Abitur (ohne Biologie, Musik und Kunst)
2. Berufsausbildung zum Facharbeiter
3. Flugausbildung auf einmotorigen Sportflugzeugen

Die Flugausbildung erfolgte bei der Gesellschaft für Sport und Technik auf Zlin Z-42 und Zlin Z-43 und umfasste unter anderem Streckenflüge, einfachen Kunstflug und einen Fallschirmsprung, der auf dem Flugplatz Halle-Oppin durchgeführt wurde. Gesprungen wurde mit Rundkappe aus einer Antonow An-2, ausgelöst wurde mit Reißleine.
Ausbildungsorte für BOB (BerufsOffiziersBewerber) aus den Nordbezirken der DDR waren
- Luckenwalde hier erfolgte die Berufsausbildung zum Maschinenbauer im VEB Wälzlagerwerk,
- Ludwigsfelde und
- Teltow,

die Flugausbildung fand auf dem Flugplatz Schönhagen statt. 
Für die Südbezirke erfolgte die fliegerische Ausbildung auf dem Flugplatz Chemnitz-Jahnsdorf, schulische und berufliche Ausbildungsorte waren Riesa, Radebeul und Karl-Marx-Stadt (heute Chemnitz).